# Vohburg an der Donau
Vohburg an der Donau település Németországban, azon belül Bajorországban. Lakosainak száma 8918 fő (2023. december 31.). Vohburg an der Donau Pförring, Münchsmünster, Oberdolling, Großmehring, Manching, Ernsgaden, Geisenfeld, Aiglsbach és Dürnbucher Forst községekkel határos.

## Népesség
A település népessége az elmúlt években az alábbi módon változott:
| Lakosok száma | 1509 | 2330 | 3901 | 5863 | 7518 | 7802 | 8216 | 8310 | 8605 | 8918 |
|               | 1875 | 1950 | 1975 | 1987 | 2012 | 2014 | 2016 | 2017 | 2021 | 2023 |